# Edition Nautilus
Die Edition Nautilus ist ein unabhängiger deutscher Verlag für Biografien, Belletristik und politische Sachbücher mit Sitz in Hamburg.

## Geschichte
Die Edition Nautilus wurde 1973 von Pierre Gallissaires, Hanna Mittelstädt und Lutz Schulenburg (1953–2013)  gegründet, zunächst als MaD-Verlag. Alle drei wurden von der 68er-Bewegung geprägt. Vor dem Hintergrund der linkspolitischen Richtungen versuchten sie, den undogmatischen Geist jener Zeit am Leben zu erhalten, indem sie sich darum bemühten, die undogmatische Avantgarde der 1920er Jahre wiederzuentdecken. Sie begannen mit der Herausgabe der Zeitschrift MaD im MaD-Verlag. Nach einer Klage des gleichnamigen MAD-Magazins benannte sich der Verlag 1977 in Edition Nautilus um und die Zeitschrift MaD in „Revolte!“.
2013 starb Schulenburg, Mittelstädt führte den Verlag übergangsmäßig weiter und übergab ihn 2016 an fünf Mitarbeiter, die ihn seither im Kollektiv in Form einer GmbH weiterführen.

## Programm
Von Beginn an fanden sich im Verlagsprogramm politische, anarchistische, dadaistische und situationistische Schriften – wozu literarische Texte neuerer Autoren wie Ingvar Ambjørnsen, Franz Dobler und Johannes Muggenthaler traten. Die erste verlegerische „Großtat“ war die Veröffentlichung der deutschen Übersetzung der kompletten Zeitschriften der „Situationistischen Internationale“ (1958 bis 1969), die in zwei Bänden 1976 und 1977 erschien. Das größte Projekt des Verlages war die zwischen 1981 und 1997 in zwölf Bänden erschienene Werkeausgabe von Franz Jung. Von 1981 bis 2013 erschien die Zeitschrift Die Aktion. Eine weitere Programmschiene des Verlags waren Autobiographien gegen die Zeit, die 1977 mit Die Feuer der Freiheit von James Carr begannen und später mit Autobiographien von Billie Holiday, Franz und Cläre Jung, Emma Goldman u. v. a. fortgesetzt wurden. In neuerer Zeit veröffentlichte die Edition Nautilus unter anderem Bücher von und über Buenaventura Durruti, Wiglaf Droste, Peter Hacks, Abbas Khider, Subcomandante Marcos, Errico Malatesta, Laurie Penny, Horst Stowasser, Jochen Schimmang, Deniz Yücel.
Ein Markenzeichen des Verlags ist die „Kleine Bücherei für Hand und Kopf“, in der vergessene Texte der klassischen Moderne, u. a. von Enrico Baj, Max Ernst, Francis Picabia, Kurt Schwitters und Tristan Tzara wieder aufgelegt wurden.
Mit der Krimi-Reihe und dem Erstlingswerk Tannöd der Autorin Andrea Maria Schenkel, die für ihren Roman den Deutschen Krimi-Preis 2007 erhielt, schaffte es der Verlag erstmals auf „Platz 1“ der Sparte Belletristik in der vom Fachmagazin buchreport ermittelten Bestsellerliste. 2008 erhielt Schenkel zum zweiten Mal den Deutschen Krimi-Preis für ihren Roman Kalteis. Die Krimireihe startete 1988 mit der deutschen Erstausgabe von Léo Malets Schwarzer Trilogie (Das Leben ist zum Kotzen, Die Sonne scheint nicht für uns, Angst im Bauch) und wird bis heute fortgesetzt.

## Auszeichnungen
- Verlagspreis der Freien und Hansestadt Hamburg, 1993 und 2002
- Kurt-Wolff-Preis, 2004
- K.-H. Zillmer-Verlegerpreis der Karl-Heinz Zillmer-Stiftung für das Verlegerkollektiv, 2018[6]
- Deutscher Verlagspreis 2019
- Hotlist-Preis und Melusine-Huss-Preis, jeweils für Das Fortschreiten der Nacht von Jakuta Alikavazovic (2019)
- Deutscher Verlagspreis 2023[7]